# 雪子 a.k.a.
『雪子 a.k.a.』（ゆきこエーケーエー）は、2025年1月25日に公開された日本映画。監督は草場尚也、主演は山下リオ。
人生の岐路に立った29歳の小学校教師・雪子が、ラップを通して自分と向き合い、答えを見つけようとする姿が描かれる。

## キャスト

### 主要人物
吉村雪子〈29〉
演 - 山下リオ
人生に迷った小学校教師。
石井里穂
演 - 樋口日奈
雪子の同僚教師。
大迫美香
演 - 占部房子
雪子の同僚教師。
堀田広大
演 - 渡辺大知
雪子の恋人。
古賀まりか
演 - 剛力彩芽
雪子の友人。
吉村和彦
演 - 石橋凌
雪子の父。

### 教師・職員
谷川修介
演 - 石田たくみ（カミナリ）
雪子の同僚教師。
吉村鉄平
演 - りゅうと
雪子の同僚教師。
道端和子
演 - 赤間麻里子
養護教諭。
田中
演 - PONEY
用務員。

### 児童と保護者
前島華
演 - 浅田芭路
4年2組。雪子のクラスの児童。
森幸太郎
演 - 猪股怜生
雪子のクラスの児童。
坂下類
演 - 滋賀練斗
雪子のクラスの児童。
水川沙羅
演 - 池尻稀春
谷川のクラスの児童。
森律子
演 - 中村映里子
森幸太郎の母親
坂下俊介
演 - 池田良
坂下類の父親。
その他4年2組の児童
演 - 堀雅陽、草刈桜空、下田漣、華村莉紗、 森奏羽、宮井瑠唯、加登ななひ、ルウイ、美空、いちは、桜木はるか、風見勇吾、山崎新太、中西紅葉、いしかわまりこ、日野翔梧、山田忠輝、平野美雨、 鈴木礼彩、石多珠子、佐藤昴、池尻稀春
1年生児童
演 - 岡崎紬
時光先生
演 - 時光陸

### 雪子の家族
雪子の母
演 - 平岡由里子（写真）

### サイファー仲間
エル
演 - 立仙愛理
雪子のサイファー仲間。
アザミ
演 -  椿
ラッパー。
ニシキ
演 - カツヲ
ラッパー。
レコヤ
演 - ダースレイダー
ラッパー。
武蔵野サイファー
演 - 一條恭輔、山下新生、LaLa、Eto、scissors

### その他
ジュエリー店・店員
演 - 林由莉恵
サロン店・店員
演 - 則竹美南
路上ミュージシャン
演 - 神林斗聖
喫茶店・店員
演 - 高山璃子

## スタッフ
- 監督・脚本 - 草場尚也
- 原作 - 鈴木史子、草場尚也[2]
- 脚本 - 鈴木史子[2]
- 音楽 - GuruConnect[2]
- 主題歌 - 「Be Myself」（Prod. GuruConnect）、ポチョムキン（餓鬼レンジャー）、泰斗 a.k.a. 裂固＆瑛人[7]
- 製作 - 鈴木ワタル、桑原佳子[2]
- プロデューサー - 岩村修、関和紀[2]
- 撮影 - 寺本慎太朗[2]
- 照明 - 渡邊大和[2]
- 録音 - 太田卓[2]
- 美術 - 松本千広[2]
- 衣装 - 古賀麻衣子[2]
- ヘアメイク - 飯島恵美[2]
- カラリスト - 長橋隆一郎[2]
- 音響効果 - 野原啓太[2]
- 編集 - 草場尚也[2]
- ラップ監修 - ダースレイダー[2]
- 助監督 - 濱本昌宏[2]
- 編集協力 - 光岡紋[2]
- 制作担当 - 時光陸[2]
- 助成 - 文化庁文化芸術振興費補助金（映画創造活動支援事業）、独立行政法人日本芸術文化振興会[1]
- 企業協賛 - メモリード、writeln、チョープロ、長崎自動車[1]
- 配給 - パル企画[1]
- 製作 - 「雪子 a.k.a.」製作委員会（パル企画、VAP）[1]

## 受賞
- 第25回ニッポン・コネクション ニッポン・ヴィジョンズ審査員賞